# Cuori agitati
Cuori agitati ist das erste Studioalbum von Eros Ramazzotti. Es wurde am 31. Januar 1985 von Sony BMG Music Entertainment veröffentlicht. Es erschien auch eine spanische Version, Almas rebeldes.

## Entstehung und Rezeption
Eros Ramazzotti hatte den Newcomer-Wettbewerb des Sanremo-Festivals 1984 mit dem Song Terra promessa gewonnen. Dieser erreichte Platz sechs der italienischen Charts; in Deutschland erreichte er erst mit einer Neuaufnahme von 1997 im Jahr 1998 Platz 74. Bald darauf nahm er mit Piero Cassano sein Debütalbum Cuori agitati auf, das im Januar 1985 erschien. Dabei etablierte sich die Songwriting-Konstellation aus Ramazzotti mit Cassano und Adelio Cogliati, die auch auf den folgenden Alben Bestand haben sollte.
Beim Sanremo-Festival 1985 trat Ramazzotti wiederum an, diesmal mit Una storia importante, das beim Festival den sechsten Platz erreichen konnte und es in den italienischen Charts auf die Spitzenposition schaffte. In Frankreich belegte die Single Platz zwei und in der Schweiz Platz sieben.

## Titelliste
| #  | Titel                      | Autor(en)                                                        | Produzent(en)                  | Länge |
| -- | -------------------------- | ---------------------------------------------------------------- | ------------------------------ | ----- |
| 1  | Cuori agitati              | Eros Ramazzotti, Piero Cassano, Adelio Cogliati                  | Piero Cassano                  | 3:44  |
| 2  | Respiro nel blu            | Eros Ramazzotti, Piero Cassano, Adelio Cogliati                  | Piero Cassano                  | 3:39  |
| 3  | Buongiorno bambina         | Eros Ramazzotti, Piero Cassano                                   | Piero Cassano                  | 4:14  |
| 4  | Ora                        | Eros Ramazzotti, Piero Cassano, Adelio Cogliati                  | Piero Cassano                  | 3:47  |
| 5  | Volare navigare camminare  | Eros Ramazzotti, Piero Cassano, Adelio Cogliati                  | Piero Cassano                  | 3:50  |
| 6  | Una storia importante      | Eros Ramazzotti, Piero Cassano, Adelio Cogliati                  | Eros Ramazzotti, Piero Cassano | 4:10  |
| 7  | Quando l'amore             | Eros Ramazzotti, Piero Cassano, Adelio Cogliati                  | Piero Cassano                  | 4:00  |
| 8  | Dritto per quell'unica via | Eros Ramazzotti, Piero Cassano, Adelio Cogliati                  | Piero Cassano                  | 3:56  |
| 9  | Libertà libertà            | Eros Ramazzotti                                                  | Piero Cassano                  | 3:51  |
| 10 | Terra promessa             | Eros Ramazzotti, Piero Cassano, Alberto Salerno, Renato Brioschi | Piero Cassano, Renato Brioschi | 3:44  |

## Chartplatzierungen

### Album
| ChartsChartplatzierungen | Höchstplatzierung | Wochen |
| ------------------------ | ----------------- | ------ |
| Italien (M&D)            | 10 (12 Wo.)       | 12     |
| Schweiz (IFPI)           | 5 (30 Wo.)        | 30     |

### Singles
| Jahr | Titel Album                                     | Höchstplatzierung, Gesamtwochen, AuszeichnungChartplatzierungen (Jahr, Titel, Album, Platzierungen, Wochen, Auszeichnungen, Anmerkungen) | Höchstplatzierung, Gesamtwochen, AuszeichnungChartplatzierungen (Jahr, Titel, Album, Platzierungen, Wochen, Auszeichnungen, Anmerkungen) | Höchstplatzierung, Gesamtwochen, AuszeichnungChartplatzierungen (Jahr, Titel, Album, Platzierungen, Wochen, Auszeichnungen, Anmerkungen) | Anmerkungen                                                     |
| Jahr | Titel Album                                     | CH | IT | ES | Anmerkungen                                                     |
| ---- | ----------------------------------------------- | --- | --- | --- | --------------------------------------------------------------- |
| 1984 | Terra promessa                                  | — | IT6 (12 Wo.)IT | — | Siegerlied in der Newcomer-Kategorie des Sanremo-Festivals 1984 |
| 1985 | Una storia importante / Una historia importante | CH7 (16 Wo.)CH | IT1 (17 Wo.)IT | ES13 (8 Wo.)ES | Verkäufe: + 250.000                                             |

grau schraffiert: keine Chartdaten aus diesem Jahr verfügbar